# Inge Claus-Jansen
Inge Claus-Jansen (* 1940 in Bochum) ist eine deutsche Künstlerin und Pionierin der Kinetischen Kunst und Op-Art.

## Leben
Inge Claus-Jansen wurde 1940 in Bochum geboren. Nach dem Abitur 1960 an der Schiller-Schule in Bochum absolvierte sie von 1960 bis 1965 ein Studium an der Akademie der bildenden Kunst München in der Klasse von Ernst Geitlinger. 1964 schuf sie erste statische und kinetische Objekte und experimentierte fortan mit Industriegläsern unter dem Aspekt der optischen Veränderbarkeit von statischen und kinetischen Strukturen. Seit 1965 war sie als freischaffende Künstlerin tätig.
Zahlreiche Werke und ihr künstlerisches Archiv befinden sich im ZKM | Zentrum für Kunst und Medien Karlsruhe.

## Ausstellungen

### Bilder und Grafik
- 1960: Jahresausstellung Bochumer Künstler, Kunstgalerie Bochum
- 1961: Kunstpreis der Jugend bis 25 Jahre der Stadt Bochum
- 1961: Jahresausstellung Kunstverein München
- 1963: Jahresausstellung Bochumer Künstler, Kunstgalerie Bochum

### Objekte
- 1964: „Große Kunstausstellung“, Haus der Kunst München
- 1965: Ausstellung Klasse Ernst Geitlinger, Akademie der bildenden Kunst München
- 1965: „Junge Künstler der Akademie“, Haus der Kunst München
- 1965: Große Kunstausstellung, Haus der Kunst München
- 1965: „Nova Tendencija 3“, Muzej Suvremene Umjetnosti Zagreb[2]
- 1965: „Sigma“, Bordeaux
- 1965: „Kontraste“, Brasilianisches Konsulat München[3]
- 1966: „Konfrontation 66“, Galerie H. Hildebrand Klagenfurt
- 1966: Ausstellung Brasilianisches Generalkonsulat München
- 1967: „Licht-Bewegung-Farbe“, Kunsthalle Nürnberg[4]
- 1967: „Nürnberger Künstler“, Kunsthalle Nürnberg[5]
- 1967: Ausstellung Brasilianische Generalkonsulat München
- 1968: Galerie Porta Wuppertal[6][7]
- 1968: Public Eye, Kunsthaus Hamburg
- 1968: Fränkische Künstler, Kunsthalle Nürnberg
- 1969: "Nova Tendencija 4", Muzej Suvremene Umjetnosti Zagreb[8]
- 1972: Galerie Weineld, Hof
- 2008: bit international. [Nove] tendencije. Computer und visuelle Forschung. Zagreb 1961–1973, ZKM | Zentrum für Kunst und Medien Karlsruhe
- 2016: Kunst in Europa 1945–1968. Der Kontinent, den die EU nicht kennt, ZKM | Zentrum für Kunst und Medien Karlsruhe[9]
- 2019: Writing the History of the Future. Die Sammlung des ZKM, ZKM | Zentrum für Kunst und Medien Karlsruhe